# 遠藤基郎
遠藤 基郎（えんどう もとお、1963年 - ）は、日本の歴史学者。専門は日本中世史。博士（文学）。『大日本古文書』東大寺文書担当。

## 略歴
- 福岡県福岡市生まれ。
- 1986年、東北大学文学部卒業。
- 1993年、東北大学大学院文学研究科博士課程単位取得退学。
- 同年、東京大学史料編纂所助手。
- 1996年、学位博士（文学）取得（東北大学）。
- 2003年、東京大学史料編纂所助教授。
- 現在、東京大学史料編纂所准教授。

## 著書
- 『中世王権と王朝儀礼』 東京大学出版会、2008年 ISBN 9784130262187
- 『日本史リブレット人024 後白河天皇 中世を招いた奇妙な「暗主」』 山川出版社、2011年 ISBN 9784634548244